# Zizeeria
Zizeeria är ett släkte av fjärilar. Zizeeria ingår i familjen juvelvingar.

## Bildgalleri

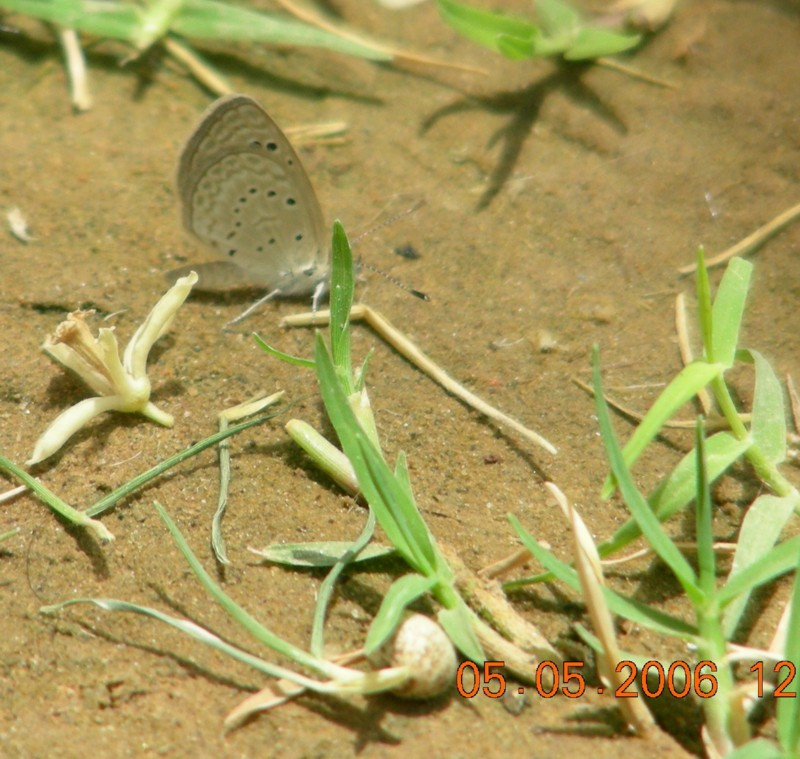
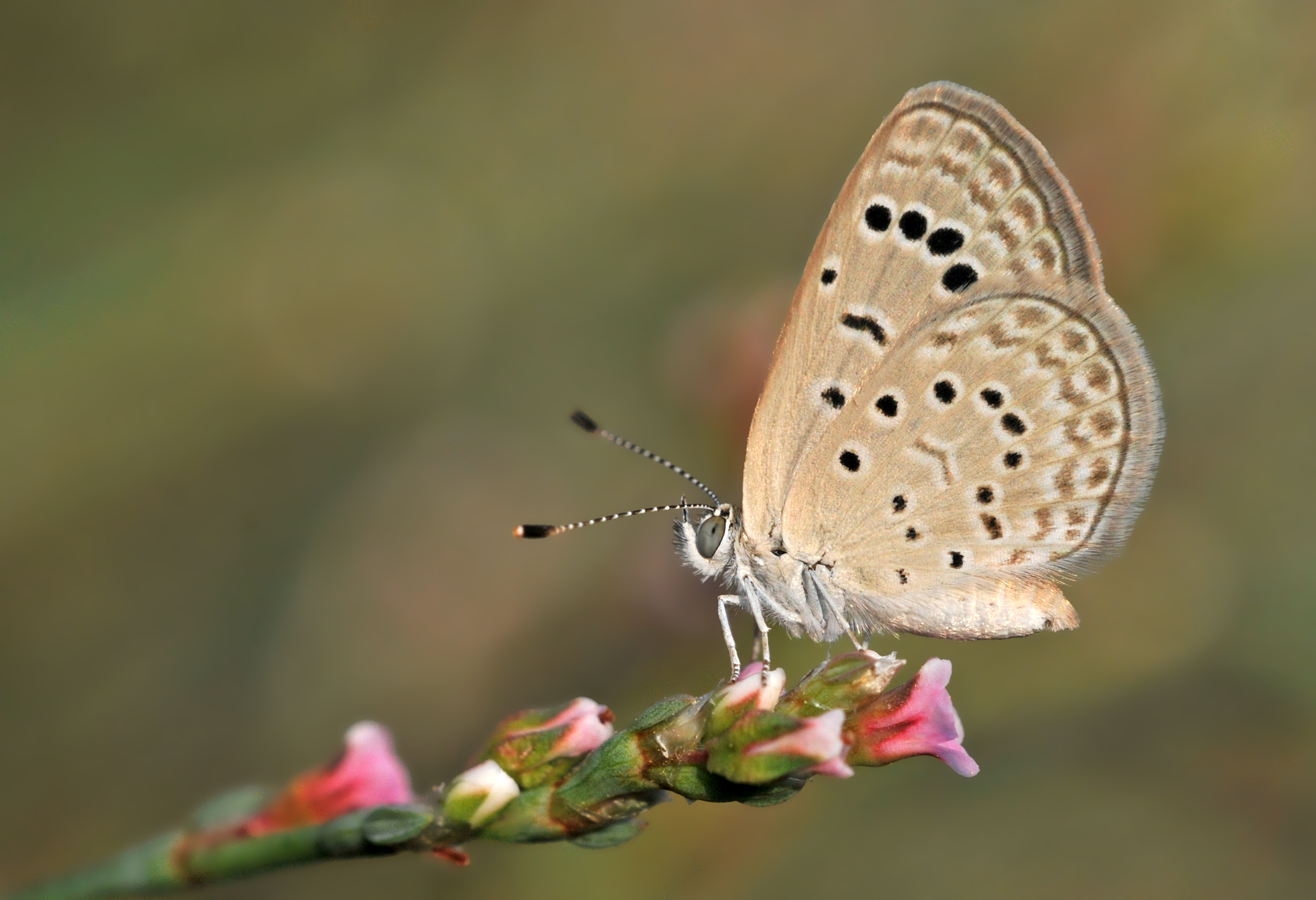
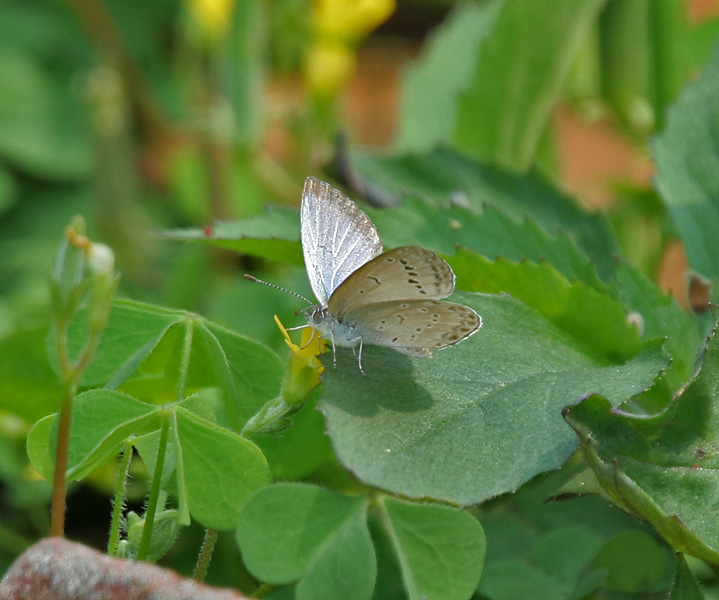
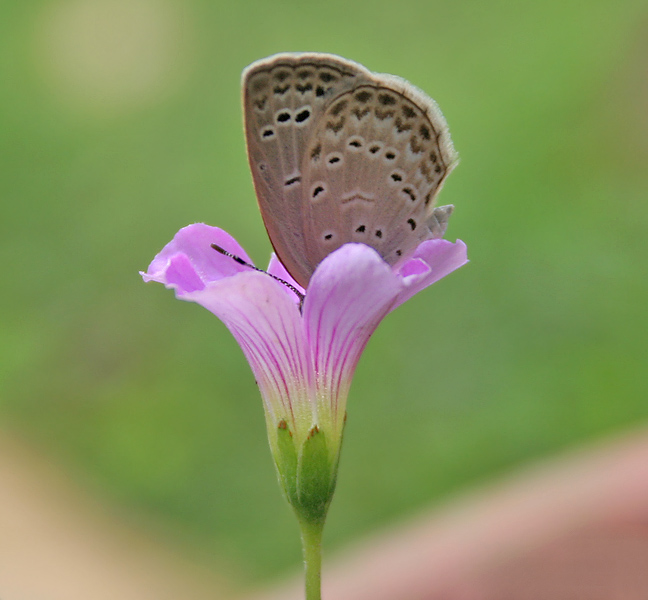
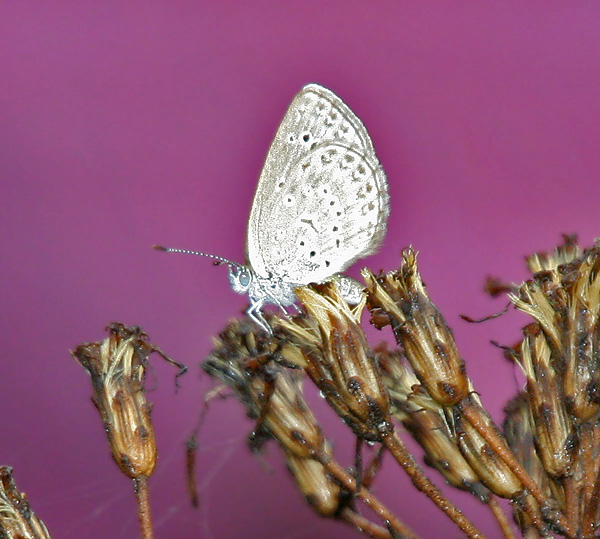
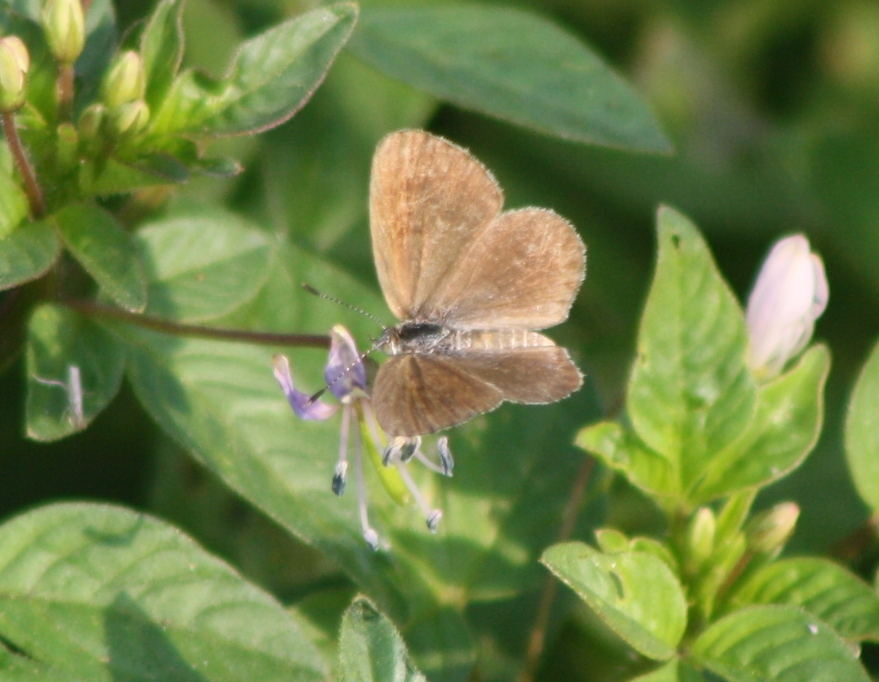

## Dottertaxa tillZizeeria, i alfabetisk ordning[1]
- Zizeeria angustemarginata
- Zizeeria annetta
- Zizeeria antanossa
- Zizeeria brahmina
- Zizeeria cheesmanae
- Zizeeria communis
- Zizeeria corneliae
- Zizeeria decrets
- Zizeeria karsandra
- Zizeeria knysna
- Zizeeria kuli
- Zizeeria labdalon
- Zizeeria labradus
- Zizeeria lampa
- Zizeeria lampra
- Zizeeria luculenta
- Zizeeria lysimon
- Zizeeria neis
- Zizeeria novaehollandiae
- Zizeeria oblongata
- Zizeeria ossa
- Zizeeria otis
- Zizeeria parasangra
- Zizeeria plato
- Zizeeria riukuensis
- Zizeeria serica
- Zizeeria soeriomataram
- Zizeeria subcoerulea
- Zizeeria tanagra
- Zizeeria volpii